# Philanthropin

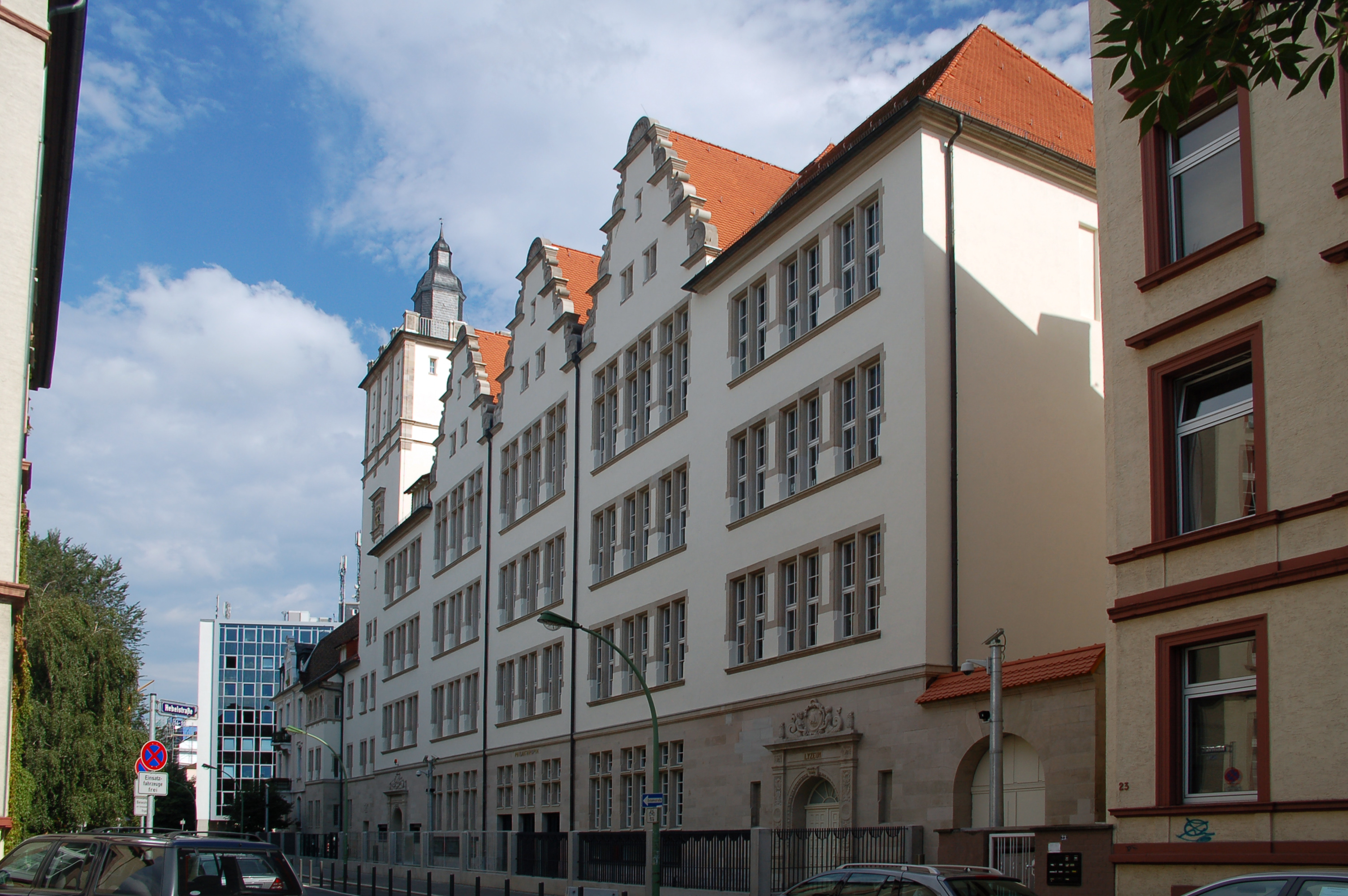
Façade de la Philanthropin

La Philanthropin ([filãtrɔpin], "lieu de l'humanité") était l'une des écoles de l'ancienne communauté israélite de Francfort-sur-le-Main. Un enseignement y fut prodigué de 1804, date de sa création, à 1942, date de sa fermeture par les nationaux-socialistes allemands. Accueillant jusqu'à 1 000 élèves, elle était la plus grande des écoles juives d'Allemagne et celle dont l'activité fut également la plus longue.
Classé monument historique, l'actuel bâtiment a été érigé en 1908 dans le quartier de Nordend ; ses plans correspondent, dans leurs grandes lignes, à ceux des bâtiments scolaires construits à la même époque. Depuis l'année scolaire 2006/2007, la Philantropin est de nouveau le siège d'une école juive : la I. E. Lichtigfeld-Schule, l'école de la communauté juive de Francfort-sur-le-Main refondée en 1949. L'établissement propose actuellement un enseignement élémentaire (classe des niveaux 1 à 4, correspondant au cycle CP, CE1, CE2, CM1, CM2 du système scolaire français) et du premier cycle du second degré (classes des niveaux 5 à 9, soit l'équivalent du collège français avec des classes allant de la 6e à la 3e).
Délaissé après la guerre, le bâtiment abrita, entre 1954 et 1978, les services administratifs de la communauté juive qui le céda à la ville de Francfort-sur-le-Main en 1978. Après quelques années de désaffection, la Philanthropin fut, de 1986 à 2004, le siège d'une maison pour tous gérée par la municipalité et d'un conservatoire de musique.
Au mois de mars 2004, la Philanthropin a, au cours d'une cérémonie officielle, été remise aux mains de la communauté juive qui, au terme d'une vaste campagne de travaux de réhabilitation, en a de nouveau fait un lieu d'enseignement général en langue allemande et de transmission de la culture juive comprenant, notamment, l'apprentissage de l'hébreu. Près de 400 élèves la fréquentent actuellement.